# Wybory do Parlamentu Europejskiego we Włoszech w 1994 roku

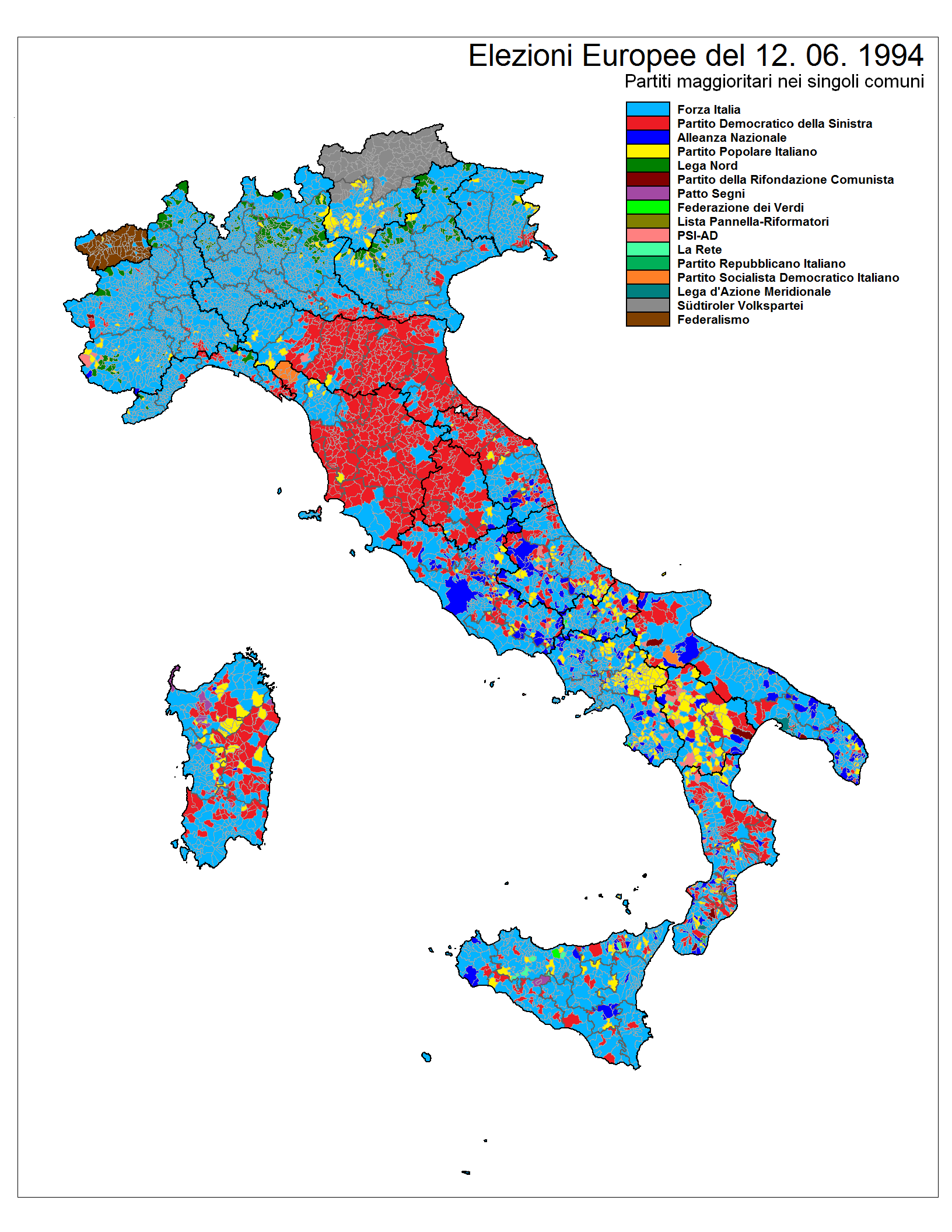
Ugrupowania z najwyższym poparciem w poszczególnych gminach

Wybory do Parlamentu Europejskiego IV kadencji we Włoszech zostały przeprowadzone 12 czerwca 1994.

## Wyniki wyborów
| Lista wyborcza                                                 | Głosy      | %     | Mandaty |
| -------------------------------------------------------------- | ---------- | ----- | ------- |
| Forza Italia (FI) + Centrum Chrześcijańsko-Demokratyczne (CCD) | 10 076 653 | 30,61 | 27      |
| Demokratyczna Partia Lewicy (PDS)                              | 6 286 030  | 19,09 | 16      |
| Sojusz Narodowy (AN)                                           | 4 124 739  | 12,53 | 11      |
| Włoska Partia Ludowa (PPI)                                     | 3 289 143  | 9,99  | 8       |
| Liga Północna (LN)                                             | 2 172 317  | 6,60  | 6       |
| Odrodzenie Komunistyczne (PRC)                                 | 1 994 880  | 6,06  | 5       |
| Pakt Segniego                                                  | 1 073 424  | 3,26  | 3       |
| Federacja Zielonych                                            | 1 047 681  | 3,18  | 3       |
| Lista Pannelli                                                 | 704 153    | 2,14  | 2       |
| Włoska Partia Socjalistyczna i Sojusz Demokratyczny (PSI-AD)   | 600 106    | 1,82  | 2       |
| Sieć                                                           | 366 393    | 1,11  | 1       |
| Włoska Partia Socjaldemokratyczna (PSDI)                       | 241 574    | 0,73  | 1       |
| Włoska Partia Republikańska (PRI)                              | 223 099    | 0,68  | 1       |
| Lega d’Azione Meridionale                                      | 222 183    | 0,67  | 0       |
| Południowotyrolska Partia Ludowa (SVP)                         | 197 972    | 0,60  | 1       |
| Federalismo-Union Valdôtaine                                   | 126 643    | 0,38  | 0       |
| Lega Alpina Lumbarda                                           | 108 831    | 0,33  | 0       |
| Liberałowie                                                    | 52 646     | 0,16  | 0       |
| Solidarietà                                                    | 14 910     | 0,05  | 0       |
| Razem                                                          | 32 923 377 |       | 87      |